# Program statistických zjišťování
Programy statistických zjišťování obsahují seznamy statistických zjišťování a charakteristiky jednotlivých zjišťování stanovené zákonem č. 89/1995 Sb., o státní statistické službě, ve znění pozdějších předpisů. Program statistických zjišťování na každý rok bývá zveřejněn vyhláškami na podzim předchozího roku. 
Programy jsou rozděleny na statistická zjišťování prováděná Českým statistickým úřadem a statistická zjišťování prováděná pracovišti státní statistické služby na jiných centrálních úřadech. Zveřejnění Programu statistických zjišťování na příslušný rok je základní podmínkou vzniku zpravodajské povinnosti pro ekonomické subjekty, které jsou k jejímu plnění vyzvány zpravidla písemně Českým statistickým úřadem nebo příslušným resortním pracovištěm státní statistické služby.

## Zdroje statistických informací
Oficiální státní statistika má několik zdrojů informací. Lze zobecnit, že základní metodou je dotazování, kdy Český statistický úřad používá především formu výkazů a dotazníků, méně pak formu rozhovorů. 
- Výkaz je specifickou formou především pro státní statistiku, je určen ke sledování činnosti, výkonnosti ekonomických subjektů. V současné době je pro výkaznictví typické, že povinnost vykazovat nebývá všeobecná, nýbrž výběrová. Podle předem určených zásad je stanoven soubor respondentů, subjektů, kteří výkaz obdrží a mají povinnost jej vyplnit a odevzdat. Výsledky činnosti jsou pak matematickými metodami zobecněny na celý základní soubor. V některých případech je povinnost vykazovaní zcela absolutní, např. všechny matriky či zdravotnická zařízení musí vyplňovat výkazy (hlášení) o narození či o úmrtí.

- Dotazník se liší od výkazu tím, že jeho podstatou jsou detailně formulované otázky; dotazník může mít jak papírovou, tak elektronickou formu. Dotazník je jedním z nejběžnějších nástrojů pro získání informací pro různé typy statistických šetření. ČSÚ využívá dotazník např. pro konjunkturální průzkumy nebo pro zjišťování úrovně komunikace s uživateli statistických dat. V prvním případě je výběr respondentů záměrný, v druhém případě je dotazník prostředkem ankety. Specifickou formou jsou dotazníky pro Sčítání lidu, domů a bytů, které se uskutečňuje na území celé České republiky jednou za deset let.

- Rozhovor (interview) je pak třetí formou metody dotazování; je používán při výběrových šetřeních zaměřených např. na statistiku domácností. Státní statistika používá pouze rozhovory přímé (tváří v tvář), ne telefonické.

Kromě metody dotazování se uplatňuje ve státní statistice i pozorování, např. zjišťování cen v obchodech.
Neméně důležitou metodou, resp. zdrojem informací jsou administrativní zdroje dat. Jsou využívány např. v zahraničním obchodě nebo ve statistice národních účtů (státní pokladna, daňová přiznání).

## Ad hoc moduly
Statistické zjišťování je vždy pro vymezené období uzavřený a precizně definovaný systém sběru informací, dat. Je přesně připraven formulář – výkaz, který je distribuován předem vybranému, vymezenému souboru respondentů. Rovněž předem jsou stanoveny i metody zpracování, dopočtů. Pro statistické zjišťování je charakteristické, že probíhá dlouhodobě v pravidelných intervalech, což umožňuje zaznamenat nejen aktuální stav, nýbrž i změny, vývoj v čase.
Na rozdíl od klasického statistického zjišťování se Český statistický úřad spolupodílí na šetřeních ad hoc modulů organizovaných Eurostatem na nejrůznější celospolečenská témata, jako jsou např. pracovní úrazy, odchod do důchodu či celoživotní vzdělávání. Tato šetření jsou vždy organizována ve všech zemích Evropské unie podle předem stanovené metodiky. Jak pro samotné zjišťování, zpracování, tak pro prezentaci výsledků jsou Eurostatem předem stanoveny závazné postupy.